# Fomitopsis spraguei
Fomitopsis spraguei är en svampart som först beskrevs av Berk. & M.A. Curtis, och fick sitt nu gällande namn av Gilb. & Ryvarden 1985. Fomitopsis spraguei ingår i släktet Fomitopsis och familjen Fomitopsidaceae.   Inga underarter finns listade i Catalogue of Life.

## Källor

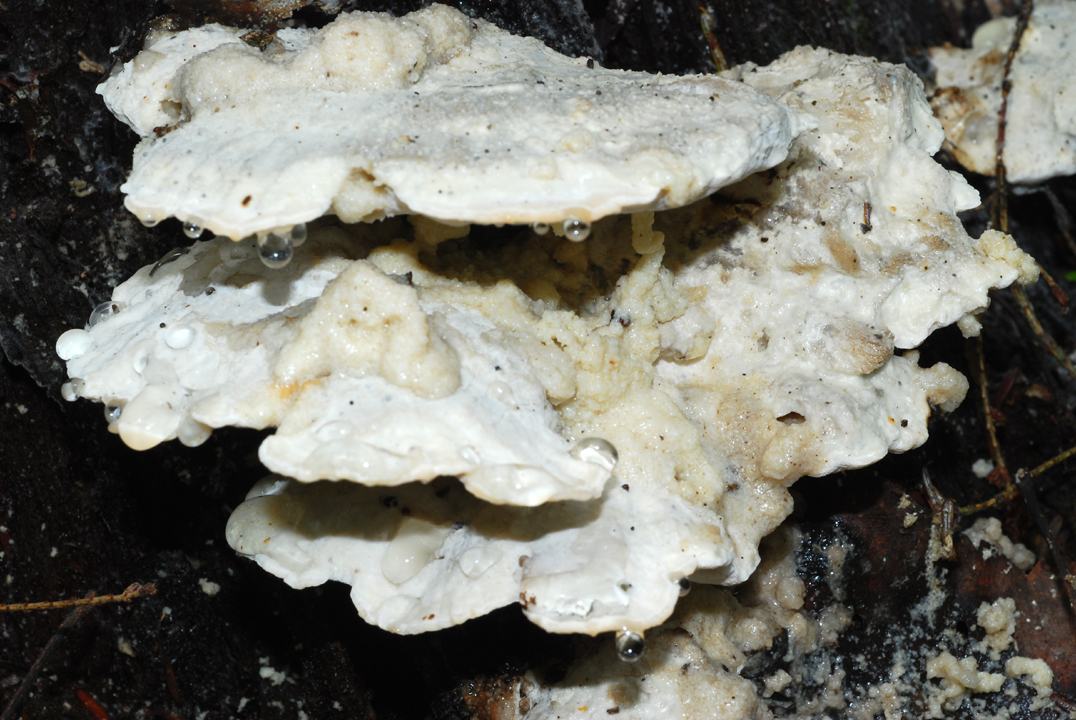
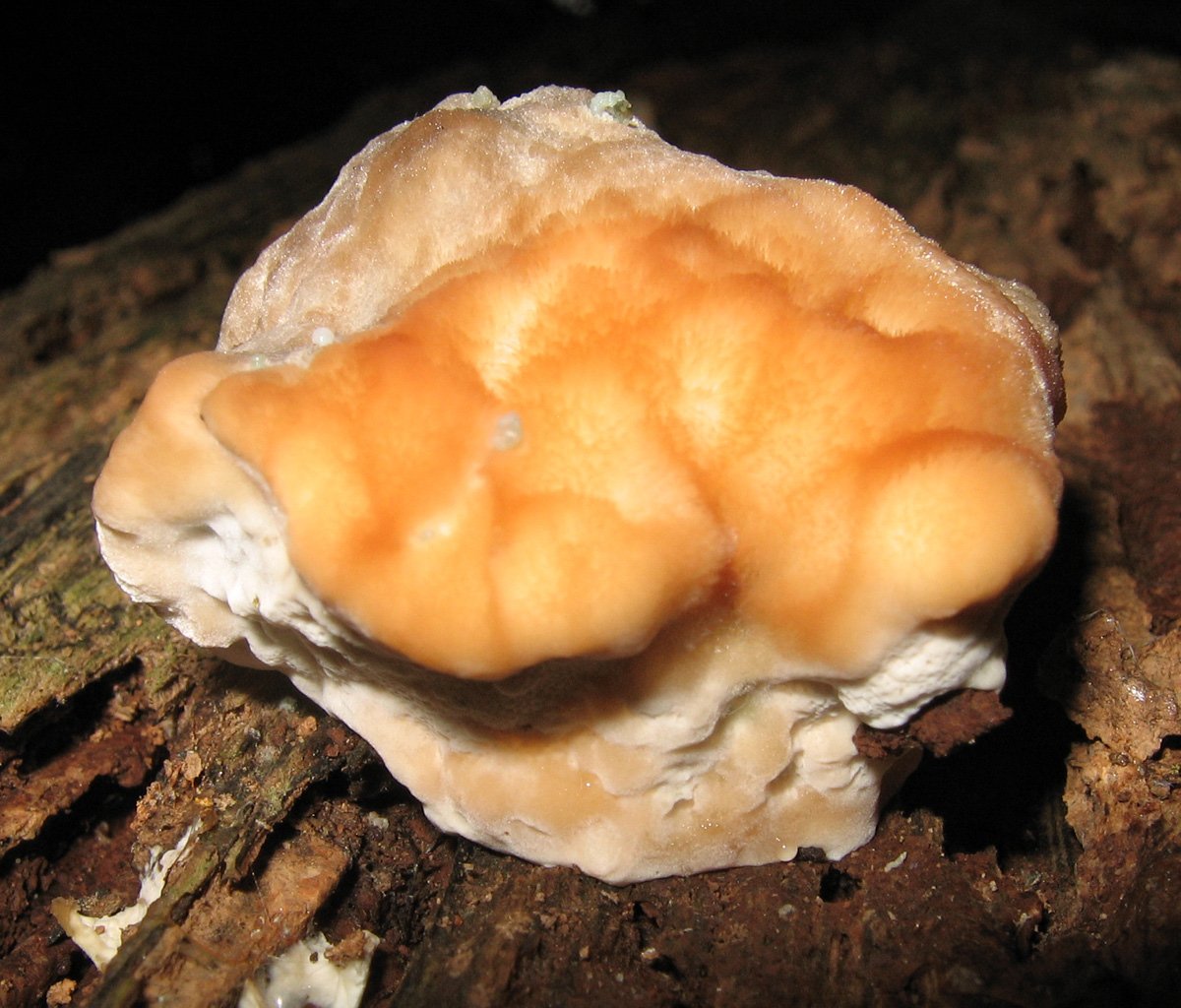
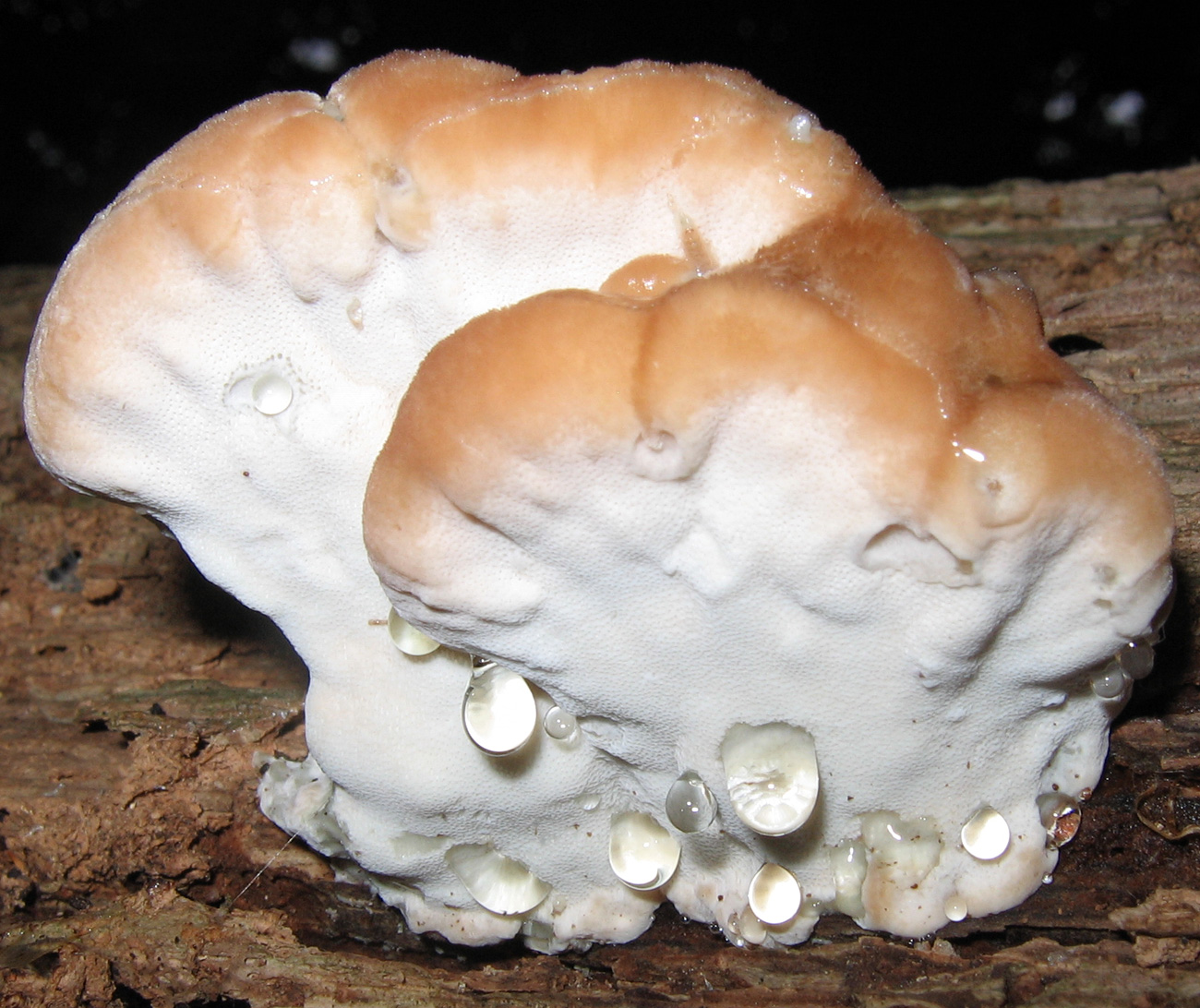
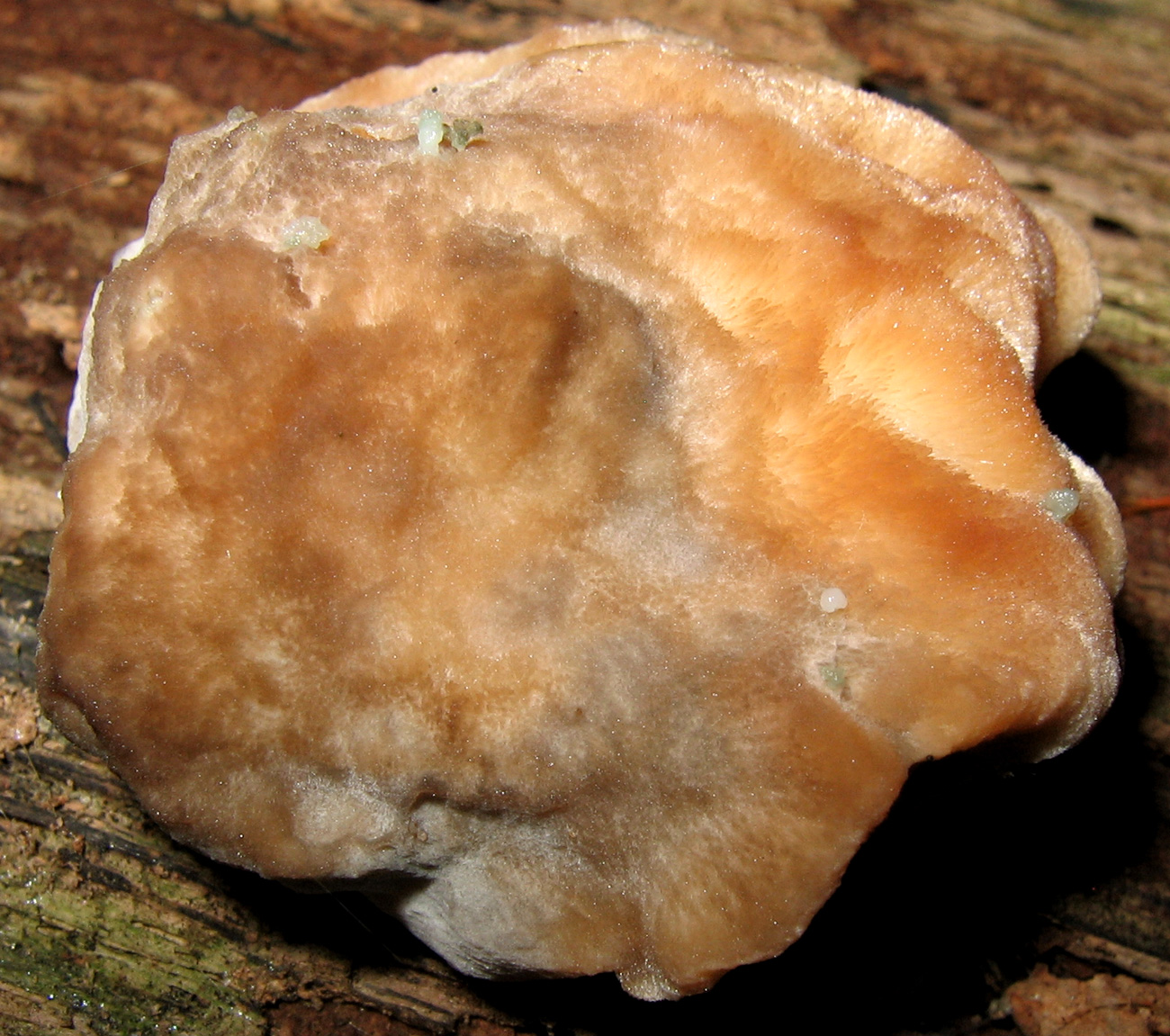
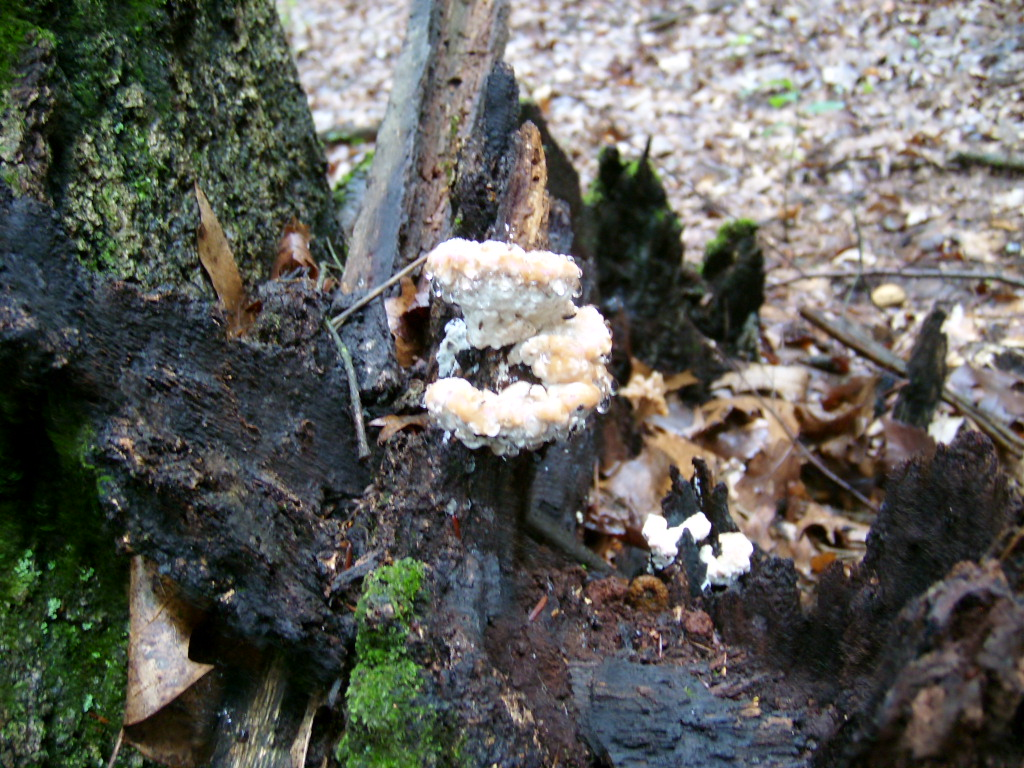